# Al-Manar
Al-Manar (en árabe:المنار; El faro) es la estación de televisión por satélite de Hezbolá, retransmitida desde Beirut, Líbano ofreciendo una alta producción de noticias. La autoproclamada "Estación de la Resistencia" es una llave de juego en lo que Hezbolá llama su "guerra psicológica contra el enemigo sionista" y una parte integral del plan de Hezbolá para difundir su mensaje a todo el mundo árabe.
Actualmente, la programación se orienta a la cobertura de la causa palestina, los Estados Unidos y la coalición que ocupó Irak, el fomento de la resistencia contra Estados Unidos e Israel.
Al-Manar fue designada una "entidad terrorista", y prohibida por los Estados Unidos en diciembre de 2004. También se ha prohibido por Francia y España, y ha tropezado con algunos problemas de servicio y licencia en el extranjero, que no se encuentre disponibles en los Países Bajos, América del Sur, Canadá y Australia, si bien no ha sido prohibido oficialmente en ninguna de estas regiones.
La estación fue lanzada por Hezbolá en 1991, con la ayuda de fondos iraníes, en 2004, Al Manar estimó tener entre 10 y 15 millones de televidentes diarios en todo el mundo. Los críticos reclamaron que la programación de al-Manar estaba influenciada por Irán en virtud de la "parte importante" de Hezbolá del déficit presupuestario que está cubierto por Irán, a través de algunos de los 100 y 200 millones de dólares al año que Irán presta a Hezbolá. Funcionarios de Al-Manar niegan esto firmemente, diciendo que están subvencionados por el partido Hezbolá y las donaciones de otros musulmanes, no por Irán.